# Эбреон
Эбрео́н (фр. Ébréon) — коммуна во Франции, находится в регионе Пуату — Шаранта. Департамент — Шаранта. Входит в состав кантона Эгр. Округ коммуны — Конфолан.
Код INSEE коммуны — 16122.

## География
Коммуна расположена приблизительно в 370 км к юго-западу от Парижа, в 80 км южнее Пуатье, в 34 км к северу от Ангулема.
Вдоль западной границы коммуны протекает ручей Сиарн, приток реки Ом.

## Население
| Год  | Численность | Численность |
| ---- | ----------- | ----------- |
| 1968 | 215         | [ 7 ]       |
| 1975 | 185         | [ 7 ]       |
| 1982 | 188         | [ 7 ]       |
| 1990 | 174         | [ 7 ]       |
| 1999 | 176         | [ 7 ]       |
| 2006 | 157         | [ 7 ]       |
| 2011 | 158         | [ 7 ]       |
| 2013 | 160         |             |
| 2015 | 154         | [ 8 ]       |
| 2016 | 152         | [ 9 ]       |
| 2017 | 143         | [ 10 ]      |
| 2018 | 141         | [ 11 ]      |
| 2019 | 140         | [ 12 ]      |
| 2020 | 138         | [ 13 ]      |
| 2021 | 138         | [ 14 ]      |
| 2022 | 139         | [ 4 ]       |

## Экономика
В 2007 году среди 85 человек в трудоспособном возрасте (15—64 лет) 58 были экономически активными, 27 — неактивными (показатель активности — 68,2 %, в 1999 году было 61,4 %). Из 58 активных работали 54 человека (27 мужчин и 27 женщин), безработных было 4 (2 мужчины и 2 женщины). Среди 27 неактивных 1 человек был учеником или студентом, 14 — пенсионерами, 12 были неактивными по другим причинам.

## Достопримечательности
- Церковь Св. Петра в оковах (XII век), бывший монастырь, был перестроен в XVII веке
  - Бронзовый колокол «Франсуаза» (1685 год). Исторический памятник с 1944 года[16]
- Поместье Борегар (XVI век)
- Поместье Шампламбо (XVII век)
- Поместье Фон-де-Маруа (XVII век)

## Фотогалерея

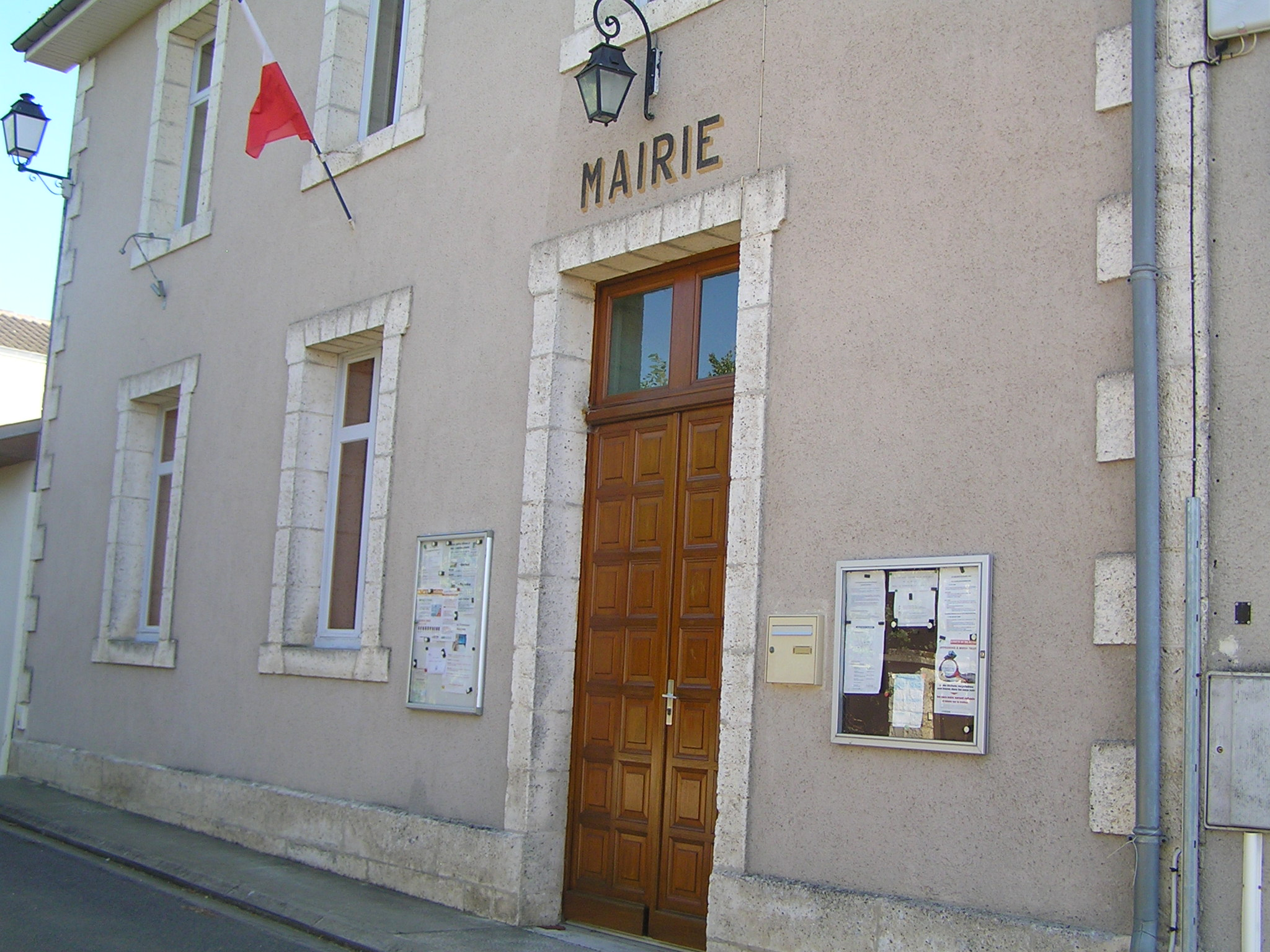
Мэрия
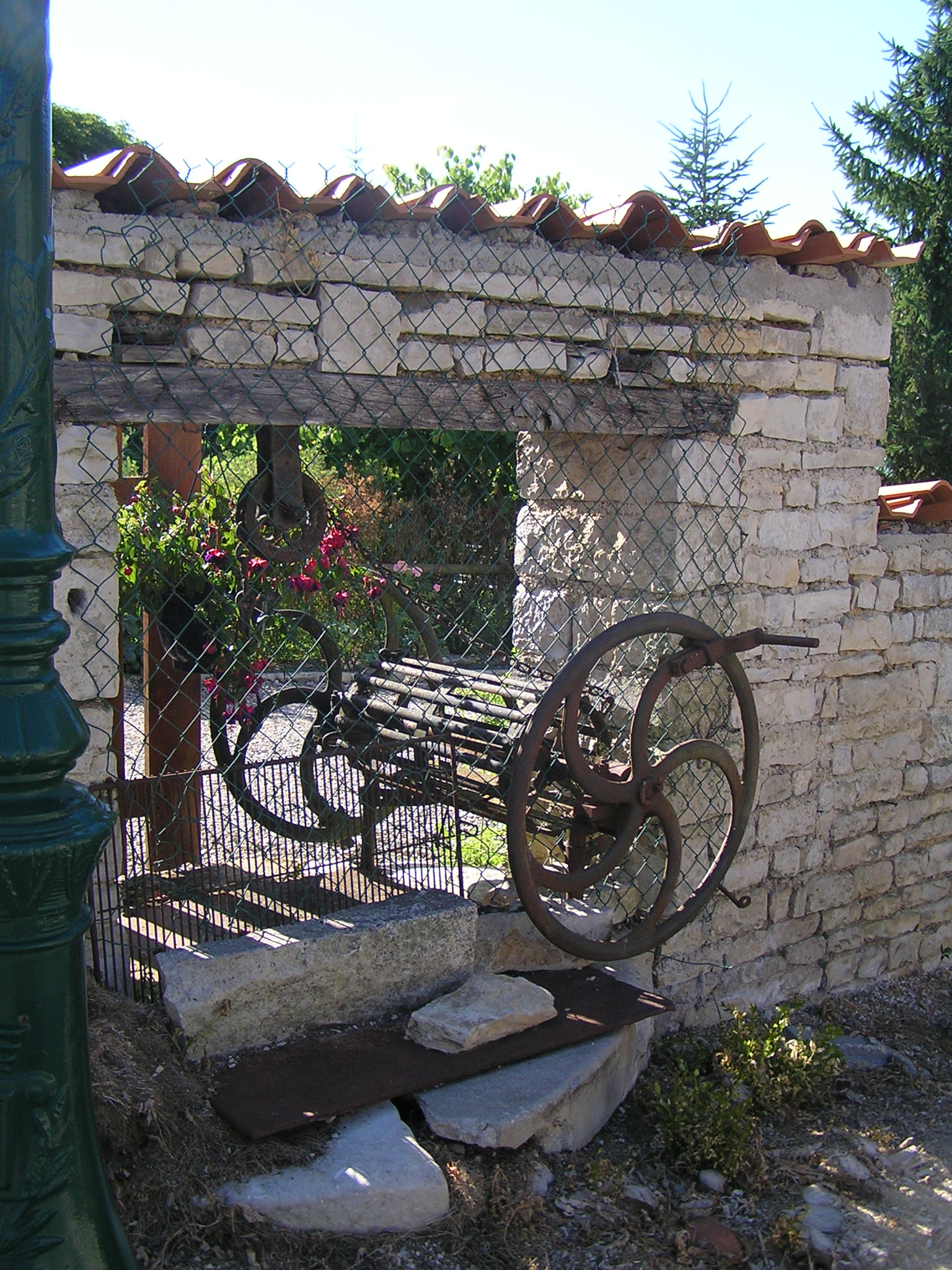
Колодец
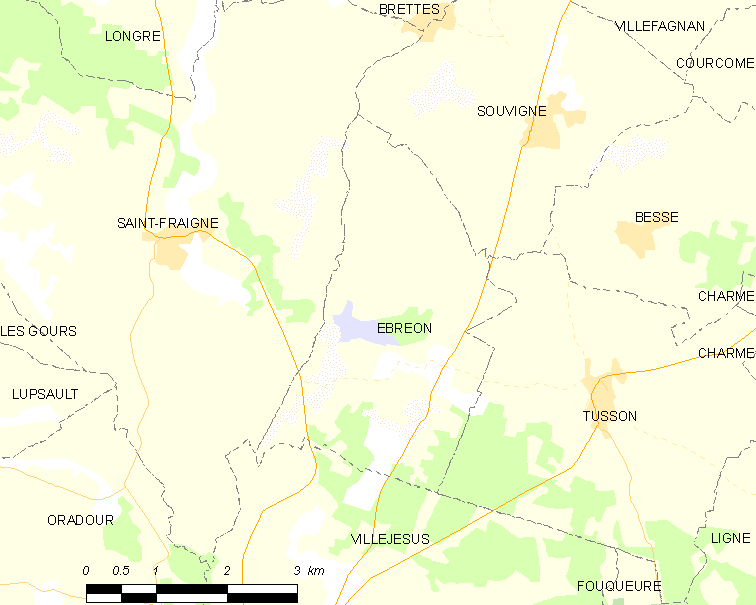
Карта коммуны